# Angela Alsobrooks
Angela Deneece Alsobrooks (* 23. února 1971 Suitland, Maryland) je americká právnička a politička za Demokratickou stranu. Od ledna 2025 je senátorkou USA za stát Maryland.
V mládí studovala na Dukeově univerzitě a na University of Maryland Francis King Carey School of Law. V letech 2011 až 2018 působila jako prokurátorka Prince George's County. V letech 2018 až 2024 poté působila jako exekutivní vedoucí Pringe George's County.
V roce 2024 byla zvolena senátorkou za stát Maryland poté, co v primárních volbách porazila Davida Trona a posléze v řádných volbách kandidáta Republikánů Larryho Hogana. Alsobrooksová se tak stala první Afroameričankou reprezentující v Senátu USA Maryland a teprve třetí afroameričankou (ženou) působící v americkém senátu v jeho historii. Po Barbaře Mikulski se zároveň stala druhou ženou reprezentující stát Maryland americkém Senátu.
Má jedno dítě.